# Lokomotiva Tomáš (postava)
Lokomotiva Tomáš je fiktivní parní lokomotiva v knihách Railway Series od Wilberta Awdryho a jeho syna Christophera, vydávaných od roku 1945. Stal se nejoblíbenější a nejznámější postavou v Railway Series a je hlavním protagonistou v Lokomotiva Tomáš.

## Historie

### Railway Series
Reverend Wilbert Awrdy vytvořil dřevěnou hračku lokomotivy pro svého syna k Vánocům, ten ji pojmenoval "Thomas". Později o něm napsal Awrdy 26 knih. Zbývajících 16 knih napsal do roku 2011 jeho syn Christopher.

### Tomáš a přátelé
Tomáš od začátku seriálu pracoval na nádraží Tidmouth, kde posunoval vagóny. Později zachránil Jamese, kterému se rozbily brzdy. Díky svému odvážnému činu začal tahat osobní vagóny Annie a Clarabel. Ve filmu Příběh hrdiny byl kvůli opravě své tratě dočasně přesunut do porceláren a přístavu.

## Dabing

### UK dabing
Ben Small - 13. -18. řada a filmy z let 2009-2014
John Hashler - 19. -24. řada a filmy z let 2015-2018.

### CZ dabing
Pavel Tesař - 13. -17. řada, Hrdina na kolejích, Záchrana z mlžného ostrova, Záhada modré hory a Král železnice
Roman Hájek - 14. řada epizoda 3 (jedna scéna)
Petr Gelnar - Den dieselů
Jakub Saic - Příběh hrdiny
Vojtěch Hájek - 18. -20., 22. řada, Sodorská legenda o ztraceném pokladě, Velký závod, Cesta z ostrova Sodor a Velká dobrodružství ve velkém světě
Robin Pařík - Všechny vláčky vpřed
Jan Maxián - Velký závod, Cesta z ostrova Sodor (zpěv)
Ivo Hrbáč - Velká dobrodružství ve velkém světě (zpěv)